# Ramona Wulf
Ramona Wulf ou simplement Ramona (de son vrai nom Ramona Kraft, née le 18 novembre 1954 à Hanau) est une chanteuse allemande.

## Biographie
Ramona est la fille d'un soldat afro-américain et d'une Allemande. Elle grandit avec des parents adoptifs qui croient en son talent et lui donnent des cours de chant privés. En 1964, un élève amène à l'école une grenade qui explose. L'explosion fait une trentaine de blessés, dont certains grièvement. Ramona reçoit deux éclats qui lui sont retirés dans les genoux.
En 1969, elle est découverte à un concours de jeunes talents à Francfort et enregistre son premier titre. Son plus grand succès est Alles was wir woll'n auf Erden qui atteint en 1971 la neuvième place des ventes allemandes. Entre 1970 et 1973, elle est souvent invitée dans le Hit-Parade de la ZDF. Elle est une chanteuse plébiscitée par les jeunes. Elle reprend cette chanson dans le film Tante Trude aus Buxtehude. Après le single Das weiß der Himmel allein en 1973, son succès s'interropmt brutalement. Aucun des cinq titres qu'elle sort jusqu'en 1975 ne se vend bien. Avec une reprise allemande de Sugar Candy Kisses, elle tente de changer son image d'adolescente schlager pour une jeune femme séduisante.
En 1975, elle rejoint Penny McLean et Linda G. Thompson dans le groupe Silver Convention qui connaît des succès internationaux en pleine mode disco avec des titres comme Fly Robin Fly et Get Up and Boogie. Après Bert Kaempfert, le groupe allemand atteint la première place du Billboard Hot 100. Silver Convention représente avec le titre anglophone Telegram l'Allemagne au Concours Eurovision de la chanson 1977 et finit à la huitième place. Ramona reste le seul membre originel du groupe jusqu'à sa dissolution en 1979.
Dans les années 1980, elle revient à une carrière solo et sort quelques titres et albums qui n'ont pas un grand succès. Seule une reprise en allemand de Flashdance... What a Feeling atteint la 35e place du classement des diffusions par les radios allemandes.
Aujourd'hui Ramona Wulf vit avec son compagnon et trois enfants à Berlin, s'engage dans sa paroisse catholique et participe à des galas et des émissions de télévision. En 2010, elle obtient son diplôme avec succès de Heilpraktiker.

## Discographie
Singles
- 1970 Du - ich brauche was und das bist du / Liebe ist ein schönes Spiel
- 1971 Alles was wir woll'n auf Erden / Ich muss telefonieren
- 1971 Merry Christmas / Das Weihnachtsmärchen vom Gänseblümchen
- 1971 Jeder ist nur eine Hälfte / Kein Prinz, kein Held, kein Millionär
- 1972 Lieber dich und kein Geld / Weinen ist Silber, Lachen ist Gold
- 1972 Liebe ist für alle da / Nur Probleme
- 1972 Wenn du gehst / Party Party
- 1973 Das weiß der Himmel allein / Zuerst kommst Du
- 1974 Mama, du tanzt nie Rock'n Roll / Ich glaube, ich habe mich verliebt
- 1974 Oh, wie so wundersam / Kleine Squaw
- 1975 Käm doch einmal ein Seemann / Young Love
- 1975 Sugar Candy Kisses / Liebe heißt das Lied
- 1976 Save the Last Dance for Me / Baby, it's the Rain
- 1977 Natural Man / Teacher
- 1978 Parlez-moi d'amour / I'll Never Marry in the Summertime
- 1979 Boomerang / Come On Over To My Place
- 1980 Thank You Baby / Cats' Eyes
- 1980 4 on the Floor
- 1983 Flashdance - Tanz im Feuer / Atemlos
- 1986 Body Beat / Pride and Passion
- 1988 Heartbeat / Mood to Mood

Albums
- 1971 Alles was wir woll'n auf Erden
- 1973 Ihre großen Erfolge
- 1977 Natural Woman
- 1978 Parlez-moi d´amour
- 1980 Shake What Yo' Mama Give Ya
- 1986 Strip to the Heart
- 1988 Mood to Mood

## Source de la traduction
- (de) Cet article est partiellement ou en totalité issu de l’article de Wikipédia en allemand intitulé « Ramona Wulf » (voir la liste des auteurs).